# Toxorhina (Toxorhina) muliebris
Toxorhina (Toxorhina) muliebris is een tweevleugelige uit de familie steltmuggen (Limoniidae). De soort komt voor in het Nearctisch gebied.